# Karl von Prittwitz

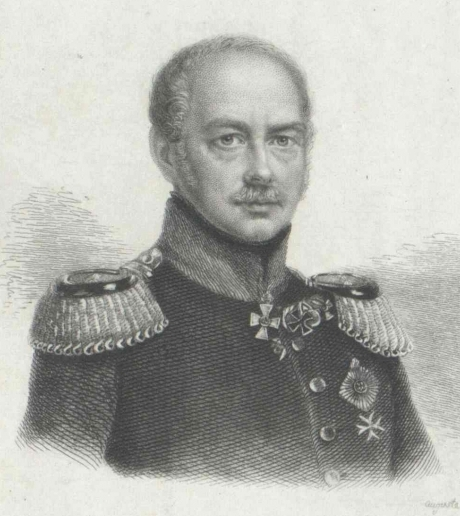
Karl von Prittwitz

Karl von Prittwitz

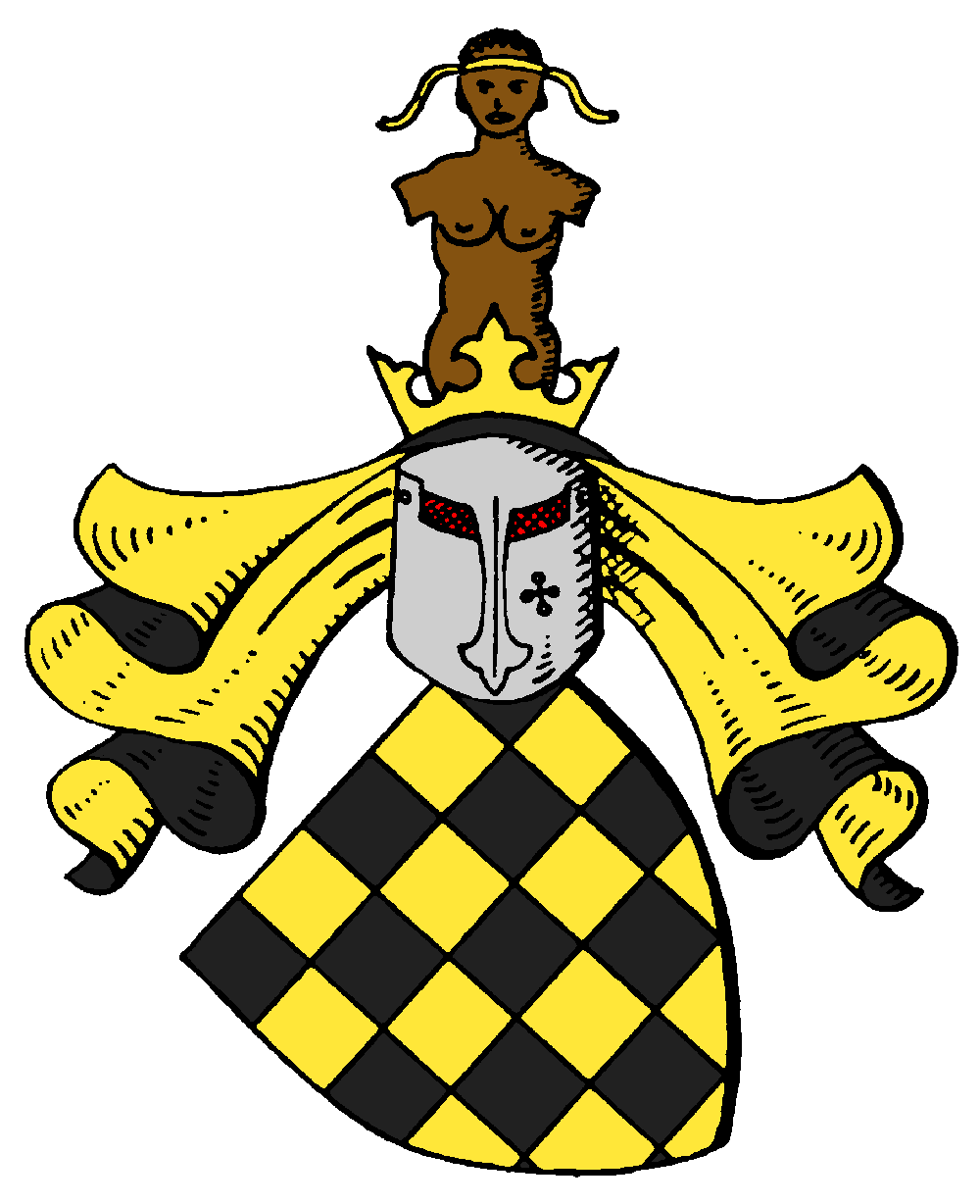
Das Wappen der Familie von Prittwitz und Gaffron

Karl Ludwig Wilhelm Ernst von Prittwitz (* 16. Oktober 1790 auf Gut Karisch, Landkreis Strehlen; † 8. Juni 1871 in Görlitz) war ein preußischer General der Infanterie sowie Ehrenritter des Johanniterordens. Er spielte eine Rolle im Berliner Barrikadenaufstand von 1848 und war 1849 Oberbefehlshaber des Bundesheeres im Schleswig-Holsteinischen Krieg.

## Leben

### Herkunft
Karl entstammte dem alten, weit verzweigten schlesischen Adelsgeschlecht von Prittwitz und war der Sohn des preußischen Landrats und Gutsbesitzers Carl Julius Wilhelm von Prittwitz und Gaffron (1758–1835), Gutsherr auf Karisch, und dessen Ehefrau Louise Wilhelmine Ernestine, geborene von Voss (1769–1828), eine Tochter des Generalmajors Ludwig Ernst von Voß und dessen Ehefrau Wilhelmine Sophie geborene von Hackeborn.

### Militärkarriere
Nach 15-tägiger Anreise mit der Postkutsche von seinem väterlichen Gut trat Prittwitz am 5. März 1803 im Alter von zwölf Jahren als Fahnenjunker in Infanterieregiment „von Zenge“ der Preußischen Armee in Königsberg ein. Am 31. Dezember 1804 wurde er zum Fähnrich befördert und nahm als 16-Jähriger an der Schlacht bei Auerstedt am 14. Oktober 1806 teil. Eine angebliche Verwundung in dieser Schlacht wird in der Familiengeschichte von 1870 ausdrücklich als Gerücht abgetan. Bis zur Reaktivierung 1810 lebte Prittwitz wieder im Elternhaus.
Am 21. Februar 1810 zum Sekondeleutnant befördert, trat er ins 1. Ostpreußische Infanterie-Regiment ein und wurde am 5. August 1811 zum 1. Westpreußischen Infanterie-Regiment versetzt. Am 26. Februar 1812 wurde er in den Generalstab zum Generalmajor Yorck kommandiert und im Feldzug gegen Russland am 20. Oktober 1812 zum Premierleutnant befördert. In den Befreiungskriegen gegen Napoleon in den Jahren 1813 und 1814 kämpfte Prittwitz u. a. bei Großbeeren, Zahna und Dennewitz (August und September 1813) und in Frankreich. Für das Gefecht bei Halle (Saale) erhielt Prittwitz am 28. Mai 1813 das Eiserne Kreuz II. Klasse. Er rückte am 12. Juni 1813 zum Stabskapitän und am 24. November 1813 zum Kapitän auf und war bereits im Alter von 24 Jahren am 5. Februar 1815 Major.
Am 30. Dezember 1818 erhielt Prittwitz seine Ernennung zum Adjutanten des Prinzen Wilhelm. Ab 3. Mai 1821 war er Abteilungschef im Generalstab, ab 6. April 1822 Flügeladjutant König Friedrich Wilhelms III. Am 1. Juni 1828 erhielt er, seit 1824 Oberstleutnant, die Ernennung zum Kommandeur des 1. Garde-Regiments zu Fuß und wurde am 30. März 1829 zum Oberst befördert. In diesem Rang nahm er am 12. September 1835 an der Revue von Kalisch teil, wurde danach am 20. September 1835 zum Kommandeur der 1. Garde-Infanterie-Brigade ernannt und am 30. März 1836 zum Generalmajor befördert. Schließlich wurde Prittwitz am 30. März 1838 Kommandant von Potsdam. Am 1. März 1843 wurde Prittwitz zum Kommandeur der 1. Garde-Division ernannt. In seinen dienstfreien Stunden betätigte er sich auch als Autor. So erschienen 1843 seine Militairischen Beiträge zur Geschichte des Jahres 1813 in zwei Bänden über die damalige Heeres-Organisation. Ein Jahr später wurde er am 30. März 1844 zum Generalleutnant befördert.
Während der Märzrevolution 1848 in Berlin hatte Prittwitz die drei wichtigsten militärischen Führungspositionen im Berliner Großraum inne, wenn auch nur alle interimistisch: Am frühen Nachmittag des 18. März erhielt er den Posten des Berliner Stadtgouverneurs, weil der bisher amtierende Ernst von Pfuel als zu nachgiebig galt. Damit unterstanden ihm de jure, also nur mittelbar, alle Truppen im Gebiet der Hauptstadt. Außerdem agierte Prittwitz als Berliner Stadtkommandant, dem Vize des Stadtgouverneurs, und war damit sein eigener Stellvertreter (der eigentliche Stadtkommandant Wilhelm von Ditfurth galt als mit der Situation überfordert). Seit dem 10. März war Prittwitz außerdem Kommandierender General des Gardekorps, nachdem dessen offizieller Befehlshaber, Prinz Wilhelm, zum Militärgouverneur am Rhein und in Westphalen ernannt worden war. In Erwartung revolutionärer Unruhen, wurde Wilhelm zwar von König Friedrich Wilhelm IV. der einstweilige Verbleib in Berlin befohlen, doch wurde Prittwitz auf seinem Posten belassen. Als solcher besaß er die unmittelbare Befehlsgewalt über alle im Berliner Raum stehenden Truppen (in Berlin und Potsdam garnisonierten fast ausnahmslos Gardeverbände, das Gros der sog. Linientruppen war traditionell in der Provinz stationiert).
Bei den folgenden Barrikadenkämpfen, bei denen das Militär auch Kanonen mit Kartätschenmunition einsetzte, wurden über 200 Zivilisten und annähernd 50 Soldaten getötet. Mit dem von König Friedrich Wilhelm IV. angeordneten Rückzug aus der wiedereroberten Innenstadt war Prittwitz nicht einverstanden, blieb aber im Kommando. Die Öffentlichkeit sah die Schuld an dem Desaster vor allem beim in Folge als „Kartätschenprinz“ titulierten Prinz Wilhelm.
Im Mai übernahm Prittwitz die Dienstgeschäfte des Generalkommandos des Gardekorps. Im darauf folgenden Jahr wurde er am 16. März 1849 zum Oberbefehlshaber des Bundesheeres im Schleswig-Holsteinischen Krieg ernannt und nahm an einigen Schlachten (u. a. bei Düppel am 13. April 1849) teil.
Friedrich Daniel Bassermann (1811–1855), damals Unterstaatssekretär im Innenministerium, notierte am 26. April 1849 an den Ministerpräsidenten Heinrich von Gagern (1799–1880):

„Der König hat an Prittwitz ein Handbillett geschrieben (wohl die Überschreitung der jütischen Grenze betreffend, eine gestern Abend im Ministerrat verlesene Note des preußischen Ministers der Auswärtigen Angelegenheiten empfiehlt die Nichtüberschreitung) und hat ihn gefragt, ob er als preußischer General nicht seinen Befehlen gehorchen werde. - Er hat ihm geantwortet: Mit Sr. Majestät Erlaubnis habe er der Zentralgewalt (Provisorische Zentralgewalt der Frankfurter Nationalversammlung) den Eid geleistet und werde daher nur ihr gehorchen.“

Am 3. November 1849 erhielt Prittwitz seine Ernennung zum – zunächst interimistischen – Kommandierenden General des Gardekorps (bestätigt am 23. März 1852). Ein Jahr später feierte er am 5. März 1853 sein 50-jähriges Dienstjubiläum und erhielt aus diesem Anlass den Roten Adlerorden I. Klasse in Brillanten mit Eichenlaub und Schwertern. Aufgrund seines Gesundheitszustandes reichte Prittwitz seinen Abschied ein, der ihm am 8. März 1853 unter Verleihung des Charakters als General der Infanterie mit der gesetzlichen Pension gewährt wurde.

### Familie
Er heiratete in erster Ehe am 10. Mai 1824 im Königlichen Schloss zu Charlottenburg bei Berlin die preußische Hofdame Henriette von Bergh (1804–1829), Tochter des preußischen Oberst und Gutsbesitzers Christian Karl Maximilian von Bergh, Gutsherr auf Waldow, und der Sophie Gräfin von Néale. Das Paar hatte drei Töchter, von denen zwei jung verstarben. Die überlebende Tochter Henriette Luise Sophie Julie (1828–1852) heiratete den Regierungspräsidenten Robert von Prittwitz und Gaffron.
Nach dem Tod seiner ersten Ehefrau heiratete Prittwitz am 25. April 1830 auf Gut Radewitz bei Grünz die preußische Hofdame Antoinette Gräfin von Hacke (1799–1874), Tochter des Gutsbesitzers Boguslaw Graf von Hacke und der Wilhelmine von Kummer. Aus dieser Ehe stammt der preußische Generalmajor Karl von Prittwitz und Gaffron (1833–1890) und zwei Töchter. Seine Tochter Henriette (1831–1913) vermählte sich 1857 mit dem Bankier Friedrich Martin von Magnus (1796–1869)., Anna (1836–1859) heiratete den späteren General der Infanterie Rudolf von Reibnitz (1829–1909).

## Ehrungen
- Ehrenbürger von Potsdam (1843)
- Angeblich soll ihm auch das Ehrenbürgerrecht der Stadt Berlin angeboten worden sein, das Prittwitz aber abgelehnt habe.

## Orden und Ehrenzeichen
- Orden des Heiligen Wladimir III. Klasse am 12. Juni 1829
- Russischer Sankt-Stanislaus-Orden I. Klasse am 8. Juni 1838
- Russischer Orden der Heiligen Anna I. Klasse am 26. September 1843
- Großkreuz des Hausordens vom Weißen Falken am 30. Juni 1849
- Pour le Mérite am 9. August 1849
- Großkreuz des Guelphen-Ordens am 9. August 1849
- Komtur I. Klasse des Militär-St.-Heinrichs-Ordens am 21. August 1849
- Großkreuz des Verdienstordens vom Heiligen Michael am 4. Dezember 1849
- Großkreuz des ö.-k. Leopold-Ordens am 21. Dezember 1852
- Offizier der Ehrenlegion am 11. August 1817

## Veröffentlichungen
- (Anonym) Beiträge zur Geschichte des Jahres 1813. Von Einem höhern Offizier der Preuszischen Armee. 2 Bde. Potsdam, F. Riegel, 1843. Mit z. T. gefalteten Beilagen und 4 gefalteten Plänen in Lithographie.Band 1, Band 2
- Berlin 1848. Das Erinnerungswerk des Generalleutnants Karl Ludwig von Prittwitz und andere Quellen zur Berliner Märzrevolution und zur Geschichte Preußens um die Mitte des 19. Jahrhunderts, bearb. u. eingel. v. Gerd Heinrich (Veröffentlichungen der Historischen Kommission zu Berlin; Band 60). de Gruyter, Berlin 1985, ISBN 3-11-008326-4.